# Zandsteen

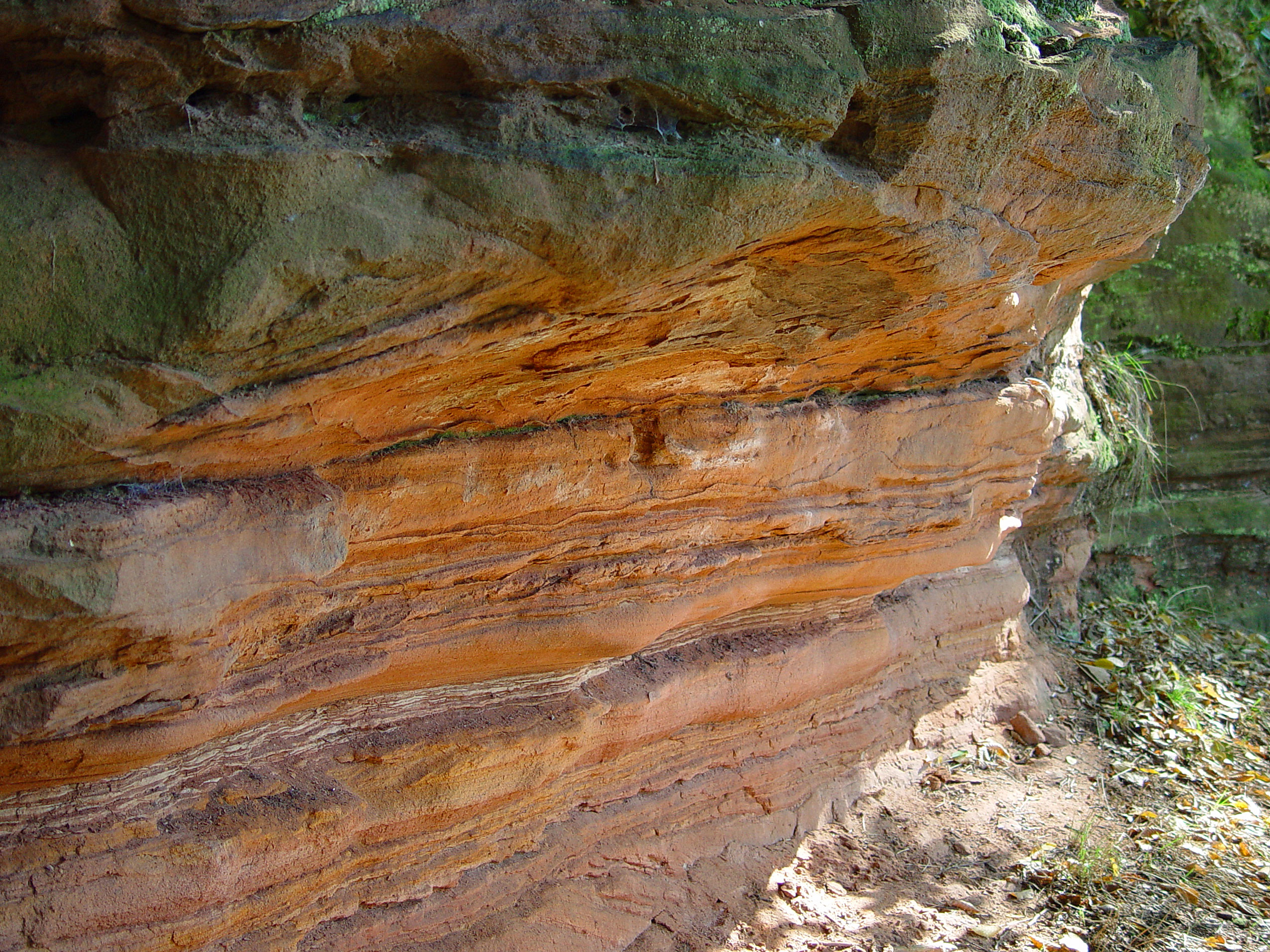
Zandsteen

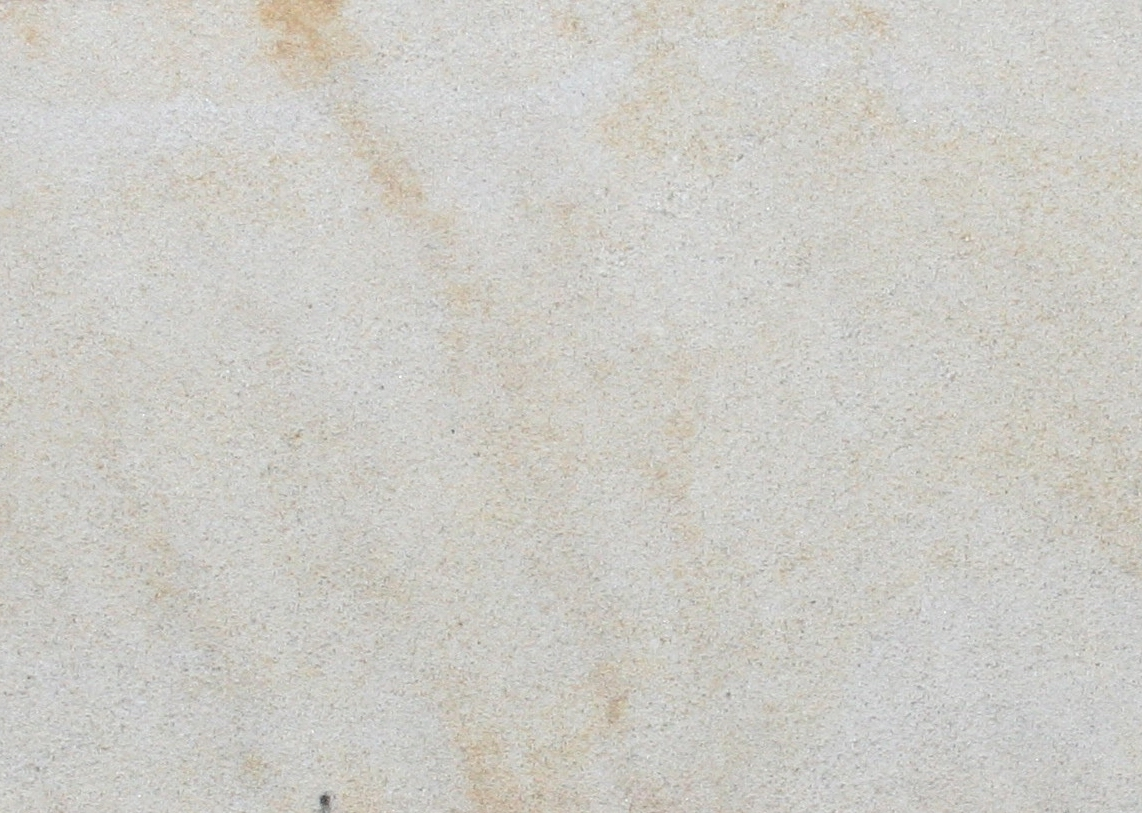
Oppervlak van Bentheimer zandsteen, type Gildehaus

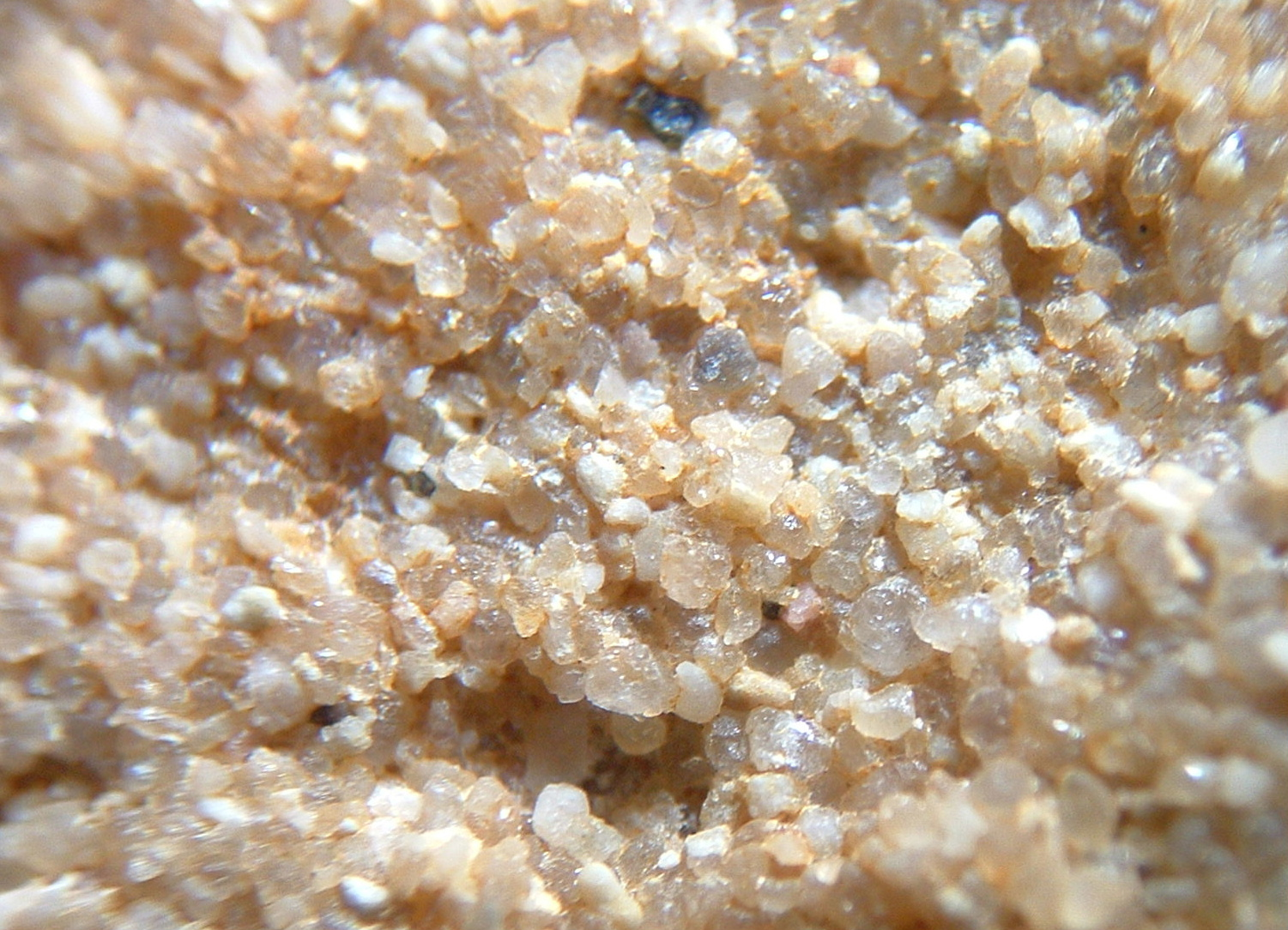
Zandsteen 20x vergroot

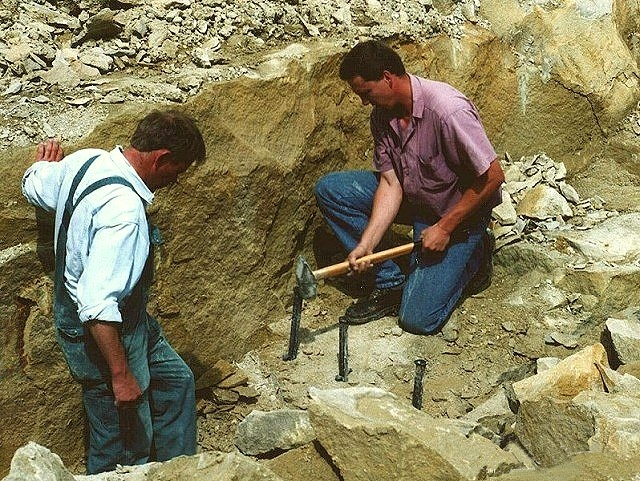
Zandsteenwinning

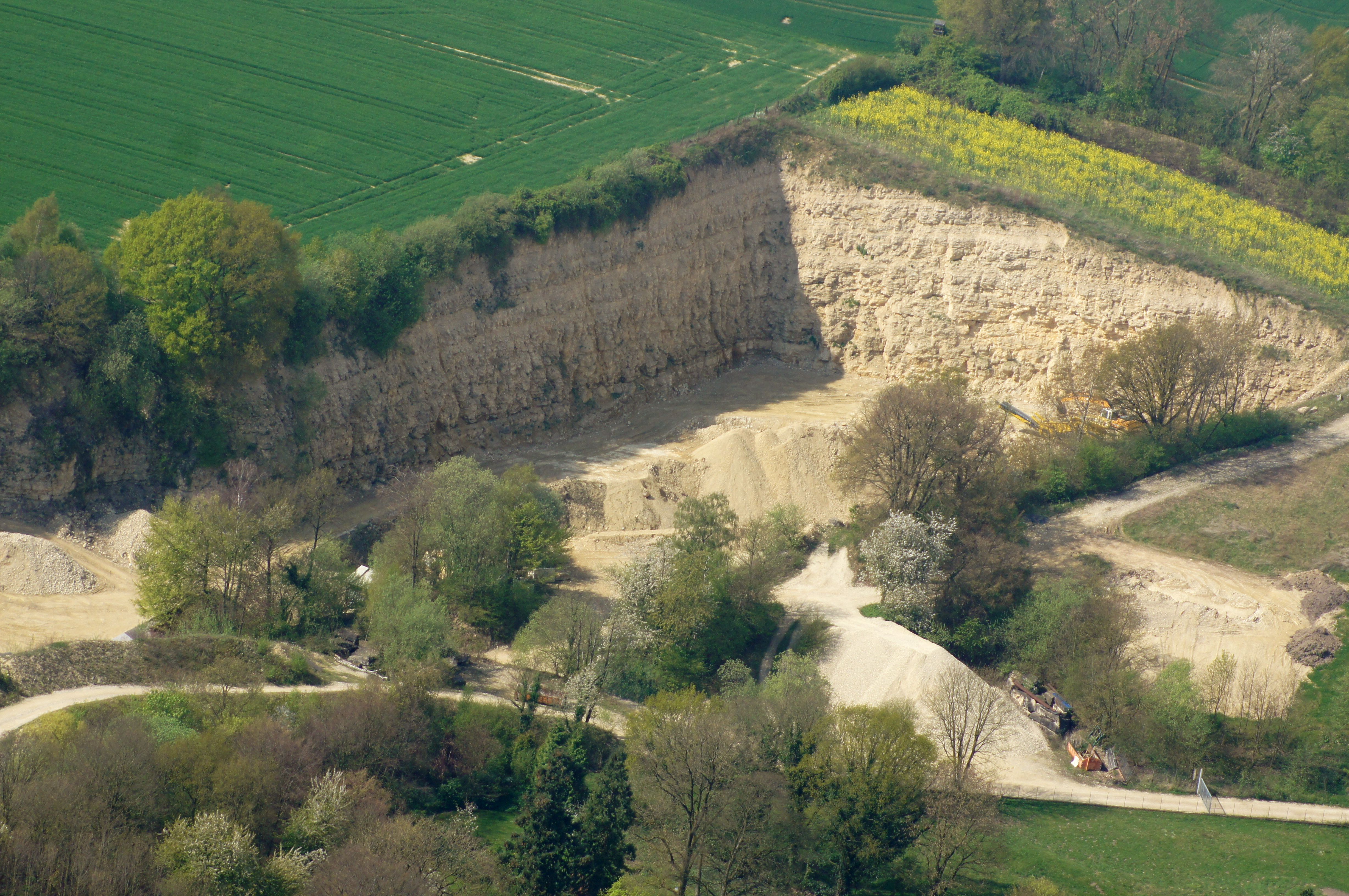
Zandsteengroeve in Duitsland

Zandsteen is een sedimentair- of afzettingsgesteente dat voornamelijk bestaat uit zandkorrels. Bij sedimentatie van zandkorrels worden ook silt, kalk, grind, glimmers, veldspaat en andere gesteentefragmenten afgezet. Door verwering wordt een van oorsprong geelbruine zandsteen grijs. Het voorkomen van bepaalde oxiden en andere mineralen kleurt varianten bruinrood. Zandsteen bestaat voornamelijk uit kwarts.

## Gebruik in de Lage Landen
Zandsteen wordt in Nederland en België vrij veel toegepast als bouwmateriaal. In Nederland wordt vooral de Bentheimer zandsteen (uit Bentheim) en de Obernkirchener zandsteen (uit Obernkirchen) toegepast en voor sculpturen ook de, door het grote kalkgehalte, fijnkorrelige Baumberger zandsteen, die zeer geschikt is voor fijn steen- en beeldhouwwerk, maar niet erg weervast is. In Nederland wordt de naam zandsteen uitsluitend gebruikt voor zuivere zandstenen (zonder kalk) die voornamelijk uit Noord-Duitsland en in een periode rond 1900 ook uit Luxemburg en omgeving werd geïmporteerd. 
De zandige kalkstenen Balegemse steen, Ledesteen en Gobertange uit België (in België vaak kalkzandsteen genoemd), die met name aan veel middeleeuwse gebouwen worden aangetroffen, worden in Nederland meestal niet tot de zuivere zandstenen gerekend. De gangbare verzamelnaam voor deze steensoorten is Witte Belgische steen.

## Zandsteenverbod
Sinds 1951 is het bewerken van zandsteen in Nederland verboden vanwege de grote hoeveelheid kwartsstof die bij het hakken vrijkomt. Dit veroorzaakt de longziekte silicose. Sinds die tijd werd oude zandsteen bij restauraties vaak vervangen door Vaurion (Massangis), hoewel deze niet erg weervast bleek: delen uit 1966 werden in 2009 reeds vervangen. Ook verweert deze steen veel lichter. In bijzondere gevallen kon een speciale commissie (Zandsteencommissie) het gebruik van zandsteen voor restauraties toch toestaan.
Sinds 2005 wordt Bentheimer en Obernkirchener zandsteen in toenemende mate weer in Nederland verwerkt ten behoeve van restauraties, bijvoorbeeld voor de Sint-Janskathedraal in 's-Hertogenbosch en voor de gevels van het Koninklijk Paleis in Amsterdam. Indien maar de juiste voorzorgsmaatregelen worden getroffen hoeft werken in zandsteen niet te resulteren in longschade door silicose.

## Winning
In Nederland komt zandsteen aan de oppervlakte in het oosten van Twente, bij Winterswijk en in Limburg. Het wordt hier echter niet meer gewonnen. In de rest van Nederland is nog niet voldoende diagenese opgetreden om zandsteen te krijgen. 
Vier eeuwen lang, van 1450 tot 1850, werd zandsteen voornamelijk vanuit of via Bentheim naar Nederland getransporteerd over de Overijsselse Vecht. Steden als Ommen en Zwolle voeren hier wel bij. Door de hoge kosten van het vervoer, werd de steen voornamelijk toegepast in belangrijke gebouwen. De gevels van het Koninklijk Paleis Amsterdam zijn bijvoorbeeld opgetrokken in Obernkirchener en Bentheimer zandsteen. Door de uitvinding van de trein kwamen er vele exotische steensoorten op de markt. Hiermee was het hoogtepunt van de handel in 'Bentheimer Gold' voorbij. In en rond Bentheim wordt op relatief kleine schaal zandsteen gewonnen, met name in Gildehaus; de groeve bij Obernkirchen is in veel grootschaliger exploitatie.

## Gasvelden in zandsteen
Zandsteen heeft een zekere mate van porositeit en kan daardoor een goed reservoir voor grondwater of olie/aardgas zijn. De meeste reservoirs van de olie- en gasvelden van de Noordzee en ook Slochteren zijn zandstenen. De Slochteren zandsteen is een in het Rotliegend afgezet eolische zandsteen.

## Kolossale zwerfstenen
Enkele grote zwerfstenen van zandsteen zijn onder andere:
- Het Geologisch monument Zandsteenblokken in het Savelsbos
- De Dikke Kei van Valkenburg